# Lubbock Challenger 2008
Il Lubbock Challenger 2008 è stato un torneo di tennis facente parte della categoria ATP Challenger Series nell'ambito dell'ATP Challenger Series 2008. Il torneo si è giocato a Lubbock negli Stati Uniti dal 22 al 28 settembre 2008 su campi in cemento e aveva un montepremi di $50 000.

## Vincitori

### Singolare
John Isner ha battuto in finale  Frank Dancevic con il punteggio di 7–6(2), 4–6, 6–2

### Doppio
Roman Borvanov /  Artem Sitak hanno battuto in finale  Alex Bogomolov Jr. /  Dušan Vemić con il punteggio di 6–2, 6–3